# Prințesa Victoria a Franței
Victoria a Franței, Prințesă a Franței (11 mai 1733 – 7 iunie 1799) a fost al șaptelea copil și a cincea fiică a regelui Ludovic al XV-lea al Franței și a soției lui Maria Leszczyńska. Ca fiică a regelui era Fiică a Franței.
Cunoscută inițial drept Madame Quatrième (sora ei mai mare murise în februarie 1733, înaintea nașterii sale), mai târziu a fost cunoscută sub numele Madame Victoire.  

## Biografie
Marie Louise Thérèse Victoire s-a născut la Palatul Versailles. Spre deosebire de copiii mai mari ai lui Ludovic al XV-lea, Madame Victoire n-a crescut Versailles ci la Abația Fontevraud.

### Versailles

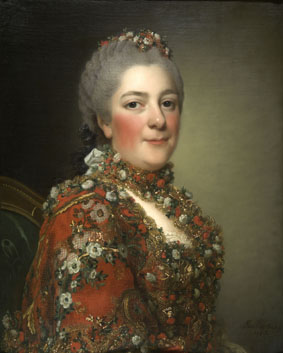
Madame Victoire, Prințesă a Franței

La vârsta de 15 ani i s-a permis să se întoarcă la curtea tatălui ei. Apropiată de mama sa religioasă, de fratele și surorile sale, a împărțit cu ei indignarea în fața deselor infidelități ale tatălui ei, situație care a îndepărtat familia de rege iar pe acesta l-a apropiat din ce în ce mai mult de Madame de Pompadour iar mai târziu de Madame du Barry.
Deși s-a spus că era cea mai frumoasă fiică a regelui, nu s-a căsătorit niciodată. În 1753 s-a sugerat să se căsătorească cu cumnatul ei, Ferdinand al VI-lea al Spaniei; soția acestuia Barbara a Portugaliei era grav bolnavă. În ciuda bolii sale, regina Spaniei a supraviețuit încă cinci ani.
În 1765 fratele ei mai mare, Delfinul, a murit de tuberculoză la vârsta de 36 de ani.
După izbucnirea Revoluției franceze, îngrozite de noile legi revoluționare împotriva Bisericii Catolice, Victoria și sora sa mai mare Adélaïde au părăsit Franța pentru Italia la 20 februarie 1791 deși au fost arestate și reținute pentru mai multe zile la Arnay-le-Duc înainte de a li se permite să plece. În Italia au vizitat-o pe nepoata lor, Clotilde, regină a Sardiniei, sora regelui Ludovic al XVI-lea la Torino. Au ajuns la Roma la 16 aprilie  1791. În 1796 au ajuns la Neapole, unde Maria Carolina, sora nepoatei lor, Maria Antoaneta era regină. Apoi s-au mutat în Corfu în 1799 și în cele din urmă la Trieste, unde Victoria a murit de cancer la sân. Adélaïde a murit un an mai târziu la Roma.